# Nagy-Mányicska
A Nagy-Mányicska (románul: Manișca Mare) a Kommandó települést körülölelő hegyek egyike, Erdélyben, a Kovászna megye területéhez tartozó Háromszéki-havasokban. Magassága 1675 méter, egyesek szerint 1676 méter, de e különbség jelentéktelen. Magasságával Kovászna megye második legmagasabb hegycsúcsának számít a Lakóca után.
A település zömében székely lakosságának a hegy kiváló kereseti lehetőséget nyújt, ugyanis ez egy kedvelt turistaközpont a másik környékbeli heggyel, a Lakócával együtt. A tetőre a turistajelzéseket követve lehet feljutni, ez egy sárga háromszög. A menetidő Kommandótól a Nagy-Mányicskán át Lakócára körülbelül 5 óra. A hegységben ered a Nagy-Mányicska folyó (Râul Manișca Mare).